# Château du Mesnil
Pour les articles homonymes, voir Château du Mesnil (homonymie).
Le château du Mesnil est un château moderne situé à Brazey-en-Plaine (Côte-d'Or) en Bourgogne-Franche-Comté.

## Localisation
Le château se situe au centre du village.

## Historique
Le château est construit au XVIIIe siècle par la famille du Mesnil anoblie sous Louis XV. Jean Baptiste Jobard du Mesnil, capitaine de la Garde Nationale sous la Révolution puis rallié à Napoléon qui le fait baron en 1809, est sous-préfet d’Autun et maire de Brazey jusqu'en 1815. Son fils Jean-Baptiste Eugène transforme ensuite le château au début du XIXe siècle.

## Architecture
La tour-porche de 1551 est munie de canonnières ainsi que les deux courtines de part et d'autre, la courtine gauche s'arrêtant sur une tourelle ronde fortifiée. Le bâtiment principal est ouvert côté cour de trois portes et quatre fenêtres  plein-cintres. Les parties récentes mêlent style classique et oriental : on remarque  les colonnes néo-égyptiennes des deux perrons et les éléments également égyptiens de la chapelle néo-gothiques et renaissance. Face au château, le clos Guenot, qui comporte un observatoire astronomique en forme de tour construite par Eugène Dumesnil, fait également partie de la propriété.
La chapelle est inscrite aux monuments historiques par arrêté du 13 octobre 2006.

## Valorisation du patrimoine
Propriété de la commune le château accueille le bureau de poste et un studio de danse.